# Nesolagus netscheri
O Coelho-de-listrado-sumatra (Nesolagus netscheri), é endêmico da Ilha de Sumatra, na Indonésia, e aparentemente é o lagomorfo mais raro do mundo.

## Área de Ocorrência
O N. netscheri normalmente habita florestas de montanha, mas também foi registrado em florestas de planície, em altitudes de 544 a 1900 metros. Essa espécie foi documentada ao longo das florestas das Montanhas Bukit Barisan, desde o Parque Nacional Gunung Leuser, no norte de Sumatra, até o Parque Nacional Bukit Barisan, no sul de Sumatra, ocorrendo também na Reserva de Vida Selvagem Isau-Isau.

## Alimentação
Com base nas entrevistas e observações dos habitats, N. netscheri provavelmente se alimenta de Elatostema sp., Godonoboea platypus e folhas jovens de pimenta C. annuum.